# 多林車站
多林車站位於台灣嘉義縣阿里山鄉，為林務局阿里山林業鐵路阿里山線之鐵路車站，位於海拔1516公尺的多林站，它是沿用日治時代的名字「多囉嘕」，或簡稱「多囉」。因「多囉嘕」語音艱澀，而改為「多林」，在1964年（民國53年）3月才改名多林站。

## 車站構造
- 車站左邊是辦公室，右邊是候車室，站房旁設有供蒸汽機車加水用的水鶴，不過現已停用。

## 利用狀況
- 僅為一般旅客或附近住戶搭乘的簡易招呼站。
- 受莫拉克颱風影響，曾於2008年8月8日至2017年9月1日期間停駛。
- 2017年7月5日起，本線復駛至十字路，每週三停靠郵輪式列車。[1]
- 2017年9月1日起，正班車恢復停靠本站。

## 停靠狀態
- 阿里山號：停靠1次、2次（嘉義－十字路區間車）

## 歷史
- 1912年10月1日：設立「トロエン驛」。
- 時間不詳，改為「多囉嘕站」。
- 1964年3月：改為「多林站」。
- 2008年8月8日：因莫拉克颱風影響，本站停止各級列車停靠。
- 2017年7月5日：本站復駛至十字路，每週三停靠郵輪式列車。
- 2017年9月1日：本站恢復正班車停靠。

## 外部連結
- 多林車站（阿里山林業鐵路）

23°29′49″N 120°43′50″E / 23.49694°N 120.73056°E